# 植草美幸
植草 美幸（うえくさ みゆき）は、株式会社エムエスピー代表取締役、千葉県出身の仲人・婚活アドバイザー。結婚相談所マリーミー代表。東邦大学付属東邦中学校・高等学校、青山学院大学経済学部卒業。

## 著書
- 「『良縁をつかむ人』だけが大切にしていること」（青春出版社　2023/6/20　ISBN 9784413233132）
- 「ワガママな女におなりなさい　「婚活の壁」に効く秘密のアドバイス」（講談社　2023/4/21　ISBN 9784065311271）
- 「結婚の技術」（中央公論新社　2022/10/7　ISBN 9784120055782）
- 「ドキュメント 「婚活」サバイバル」 (青春新書プレイブックス　2022/5/14　ISBN 9784413211925)
- 「なぜか9割の女性が知らない婚活のオキテ」（青春出版社　2019/2/26　ISBN 9784413231152）
- 「男の婚活は会話が8割「また会いたい」にはワケがある！」（青春出版社　2018/4/21　ISBN 9784413230872）
- 「婚活学講座尊敬婚すすめ: 幸せな結婚を手に入れるために学ぶべきこと」（評言社　2016/12/10　ISBN 9784828205847）
- 「いくつになっても、結婚できる女結婚できない女　カリスマ婚活アドバイザーが教える完全必勝マニュアル」（牧野出版　2015/12/1　ISBN 9784895001991）
- 「婚活リベンジ! (マンガでわかる)今度こそ、半年以内に理想のパートナーを引き寄せる方法」(KADOKAWA 2015/9/18 ISBN 4040679075)
- 「モテ理論 5日間で女心をつかむ超恋愛テクニック」（PHP研究所 2015/7/1 ISBN 978-4-569-76366-8）
- 「30歳から幸せな結婚ができる女できない女」（学研パブリッシング　2014/6/17　ISBN 4054059988）
- 「今、婚活ビジネスが危ない！！！」（あの出版　(2014/5/2　ASIN: B00JX7Y26E）
- 「結婚を決めた男性（あなた）へ～婚約から結婚式までのマナーと18のルール～」（あの出版　2014/5/2　ASIN: B00JX7Y24Q）
- 「なぜか女性にモテる「話し方」と「お金」の秘密」（あの出版　2014/3/20　ASIN: B00J2RD4NC）
- 「女ゴコロが痛いほどよくわかる２３のモテ理論」（あの出版　2014/2/21　ASIN: B00IHS51TW）
- 「必ずうまくいく婚活の裏ワザ２５」（廣済堂出版　2012/3/24　ISBN 4331516237）